# Rivarennes, Indre
Rivarennes là một xã ở tỉnh Indre khu vực trung bộ Pháp. Xã này có diện tích 37,41 km², dân số thời điểm năm 1999 là 544 người. Khu vực này có độ cao trung bình 97 mét trên mực nước biển.
Thị trấn này nằm trong công viên tự nhiên vùng Brenne.